# Journal of Applied Mathematics and Computational Mechanics
Journal of Applied Mathematics and Computational Mechanics (JAMCM) – czasopismo naukowe o zasięgu międzynarodowym, kwartalnik wydawany przez Wydawnictwo Politechniki Częstochowskiej od roku 2002. W latach 2002–2012 czasopismo było wydawane pod tytułem Scientific Research of the Institute of Mathematics and Computer Science (Prace Naukowe Instytutu Matematyki i Informatyki) - ISSN 1731-5417. Czasopismo ukazuje się w wersji drukowanej (ISSN 2299-9965) i w wersji internetowej (e-ISSN 2353-0588) w otwartym dostępie (Open Access Journal). Czasopismo jest umieszczone w wykazie czasopism punktowanych przez Ministerstwo Nauki i Szkolnictwa Wyższego i posiada 70 punktów.
Adres redakcji: Katedra Matematyki, Politechnika Częstochowska, al. Armii Krajowej 21, 42-200 Częstochowa.

## Cel i zakres
Czasopismo prezentuje wyniki badań naukowych w licznych obszarach związanych z szeroko rozumianą matematyką i mechaniką, obejmujących w szczególności:
- zastosowania matematyki,
- numeryczne modelowanie zjawisk fizycznych.

## Rada wydawnicza
- Redaktor naczelny: dr hab. Tomasz Błaszczyk, prof. Politechniki Częstochowskiej,
- Zastępca redaktora naczelnego: prof. dr hab. Stanisław Kukla,
- Redaktor honorowy: prof. dr hab. inż. Bohdan Mochnacki,
- Członkowie: ponad 30 naukowców z ośrodków w Polsce i na świecie.

## Indeksacja
- Scopus,
- Emerging Sources Citation Index (ESCI) - Web of Science,
- CrossRef,
- DOAJ,
- Mathematical Reviews (MathSciNet),
- Google Scholar,
- Index Copernicus,
- BazTech.

## Język publikacji
angielski